# Conflans-sur-Seine
Conflans-sur-Seine is een gemeente in het Franse departement Marne (regio Grand Est) en telt 664 inwoners (1999). De plaats maakt deel uit van het arrondissement Épernay.

## Geografie
De oppervlakte van Conflans-sur-Seine bedraagt 6,1 km², de bevolkingsdichtheid is 108,9 inwoners per km².
De onderstaande kaart toont de ligging van Conflans-sur-Seine met de belangrijkste infrastructuur en aangrenzende gemeenten.

## Demografie
Onderstaande figuur toont het verloop van het inwonertal (bron: INSEE-tellingen).